# Lámina (metal)
En metalistería, lámina es una  hoja metálica, llamada también plancha o chapa, y en ciertos casos, cuando el grueso es reducido, papel metálico.
Si el grueso es tan pequeño que sólo puede estimarse al peso, como ocurre con el oro, se denomina pan.
Para la fabricación de láminas se emplean los laminadores.